# Hello, Larry
Hello, Larry é uma sitcom americana que foi ao ar na  NBC de Janeiro de 1979 a Abril de 1980.

## Produção
A série, criada por Dick Bensfield e Perry Grant (veteranos escritores com As Aventuras de Ozzie e Harriet e The Andy Griffith Show no currículo), consistiu de 35 episódios. Bensfield e Grant também tinha trabalhado na One Day at a Time, da CBS.

## Sinopse

### Primeira Temporada
Larry Alder (interpretado por McLean Stevenson), é um locutor de jornal que deixou Los Angeles depois de se divorciar e se mudou para Portland, Oregon com suas duas filhas adolescentes Diane (interpretada na primeira temporada por Donna Wilkes e na segunda temporada por Krista Errickson) e Ruthie (Kim Richards).

### Segunda temporada
Em um esforço para fazer o personagem (e a série) mais agradável, na segunda temporada, os episódios foram baseados quase inteiramente em torno da casa  e vida de Larry e as meninas.

## Elenco

### Estrelando
- McLean Stevenson
- Joanna Gleason
- Kim Richards
- Donna Wilkes
- Krista Errickson
- George Memmoli
- Fred Stuthman
- John Femia

e
- Meadowlark Lemon

como Meadowlark

### Co-Estrelando
- Ruth Brown
- Ethan Tudor W.
- Matt De Luccio
- Shelley Fabares
- Will Hunt
- Geno Andrews
- George O'Hanlon Jr.

e
- Joey Travolta

como Curt Stone

### Participações Especiais
- Conrad Bain
- Gary Coleman
- Todd Bridges
- Dana Plato

e
- Charlotte Rae

como Sra. Edna Garrett

## Conexão comDiff'rent Strokes
Hello Larry é as vezes referido como um  spin-off de Diff'rent Strokes. Na verdade, depois de lutar para reunir ratings, a NBC reformulou Hello, Larry após Diff'rent Strokes, e escreveu em que Larry e Phillip Drummond eram antigos amigos do exército (com a empresa do Drummond se tornara os novos donos da estação de rádio do Larry), permitindo assim uma série de episódios crossover de ambos os programas, na esperança de aumentar a popularidade de Hello, Larry.

## Fracasso e legado
Hello, Larry teve a infelicidade de aparecer na NBC em um momento em que a rede estava em seu ponto mais baixo nas avaliações. O show foi saudado pelos espectadores que tinham grandes expectativas com base em Stevenson, que atuou em M * A * S * H , mas rapidamente ganhou uma reputação extremamente ruim como uma fraca comédia escrita, sem graça, e não ajudava as ridículas e  frequentes piadas sobre a série no programa de Johnny Carson, o The Tonight Show. Foi posteriormente utilizado como uma piada frequente sempre uma referência a uma má decisão por um ator a sair de um programa de TV de sucesso era necessário.
Apesar de que os espectadores e críticos tivessem grandes esperanças para Hello, Larry, McLean Stevenson, na verdade, já tinha outra sitcom fracassada em seu currículo desde que deixou  M * A * S * H; O McLean Stevenson Show, que também foi ao ar na NBC, entre 1976 e 1977.